# Final Four Euroliga 2022
La Final Four fue la etapa culminante de la Euroliga 2021-22, y se celebró entre los días 19 y 21 de mayo de 2022. Las semifinales se disputaron el 19 de mayo y el partido por el campeonato y el de consolación se jugaron el 21 de mayo. Todos los partidos tuvieron lugar en el Štark Arena, en la ciudad serbia de Belgrado.

## Sede
La Final Four estaba programada originalmente para celebrarse en el Mercedes-Benz Arena en Berlín, Alemania del 27 al 29 de mayo de 2022. Sin embargo, el 4 de marzo, la Euroleague Basketball anunció que la Final Four 2022 se trasladará de Berlín a Belgrado debido a la actual situación de pandemia y las medidas sanitarias impuestas en la ciudad y que se celebrará en el Štark Arena en Belgrado, Serbia.
| Belgrado          | \| Belgrado \| |
| Štark Arena       | \| Belgrado \| |
| Capacidad: 18 386 | \| Belgrado \| |
|                   | \| Belgrado \| |
| Belgrado          |                |

## Árbitros
El 9 de mayo de 2022 se anunciaron los ocho árbitros que dirigirán los partidos durante la Final Four.
| - Ilija Belošević - Mehdi Difallah - Tomislav Hordov - Damir Javor | - Luigi Lamonica - Oļegs Latiševs - Borys Ryzhyk - Gytis Vilius |

## Cuadro
|  | Semifinales           | Semifinales           | Semifinales           |                       |             | Final              | Final              | Final              |  |
|  | 19 de mayo de 2022    | 19 de mayo de 2022    | 19 de mayo de 2022    |                       |             | 21 de mayo de 2022 | 21 de mayo de 2022 | 21 de mayo de 2022 |  |
|  |                       |                       |                       |                       |             |                    |                    |                    |  |
|  |                       |                       |                       |                       |             |                    |                    |                    |  |
|  | FC Barcelona          | FC Barcelona          | 83                    |                       |             |                    |                    |                    |  |
|  | FC Barcelona          | FC Barcelona          | 83                    |                       |             |                    |                    |                    |  |
|  | Real Madrid           | Real Madrid           | 86                    |                       |             |                    |                    |                    |  |
|  | Real Madrid           | Real Madrid           | 86                    |                       | Real Madrid | Real Madrid        | 57                 |                    |  |
|  |                       |                       |                       |                       | Real Madrid | Real Madrid        | 57                 |                    |  |
|  |                       |                       | Anadolu Efes Istanbul | Anadolu Efes Istanbul | 58          |                    |                    |                    |  |
|  | Olympiacos            | Olympiacos            | Anadolu Efes Istanbul | Anadolu Efes Istanbul | 58          | 74                 |                    |                    |  |
|  | Olympiacos            | Olympiacos            |                       |                       |             | 74                 |                    |                    |  |
|  | Anadolu Efes Istanbul | Anadolu Efes Istanbul | 77                    |                       |             | Tercer lugar       | Tercer lugar       | Tercer lugar       |  |
|  | Anadolu Efes Istanbul | Anadolu Efes Istanbul | 77                    |                       |             | Tercer lugar       | Tercer lugar       | Tercer lugar       |  |
|  |                       |                       |                       |                       |             |                    |                    |                    |  |
|  |                       |                       |                       |                       |             | FC Barcelona       | FC Barcelona       | 84                 |  |
|  |                       |                       |                       |                       |             | FC Barcelona       | FC Barcelona       | 84                 |  |
|  |                       |                       |                       |                       |             | Olympiacos         | Olympiacos         | 74                 |  |
|  |                       |                       |                       |                       |             | Olympiacos         | Olympiacos         | 74                 |  |
|  |                       |                       |                       |                       |             |                    |                    |                    |  |

## Resultados

### Semifinales
| 19 de mayo de 2022 – 18:00 (CEST) | Olympiacos                                              | 74–77                    | Anadolu Efes Istanbul                            | Belgrado |  |
|                                   | Parciales: 21-18, 22-24, 20-24, 11-11                   |                          |                                                  | |  |
|                                   | Estadísticas McKissic 12 Vezenkov 8 Sloukas 6 Martin 15 | Reporte Pts Reb Asts Val | Estadísticas 21 Larkin 7 Pleiß 9 Micić 21 Larkin | Pabellón: Štark Arena Asistencia: 15 472 espectadores Árbitros: Luigi Lamonica Ilija Belošević Mehdi Difallah Televisión: DAZN |  |

| 19 de mayo de 2022 – 21:00 (CEST) | Real Madrid                                                             | 86–83                    | FC Barcelona                                             | Belgrado                                                                                                 |  |
|                                   | Parciales: 19-19, 15-26, 26-11, 27-26                                   |                          |                                                          | |  |
|                                   | Estadísticas 18 Yabusele, Causeur 8 Yabusele 3 Hanga, Llull 24 Yabusele | Reporte Pts Reb Asts Val | Estadísticas Mirotić 26 Mirotić 12 Calathes 9 Mirotić 39 | Pabellón: Štark Arena Asistencia: 13 173 espectadores Árbitros: Borys Ryzhyk Oļegs Latiševs Gytis Vilius |  |

### Tercer lugar
| 21 de mayo de 2022 – 16:00 (CEST) | FC Barcelona                                              | 84–74                    | Olympiacos                                                 | Belgrado |  |
|                                   | Parciales: 20-18, 25-20, 17-18, 22-18                     |                          |                                                            | |  |
|                                   | Estadísticas Mirotić 19 Calathes 8 Calathes 13 Mirotić 27 | Reporte Pts Reb Asts Val | Estadísticas 20 Vezenkov 11 Vezenkov 7 Sloukas 27 Vezenkov | Pabellón: Štark Arena Asistencia: 12 127 espectadores Árbitros: Ilija Belošević Oļegs Latiševs Damir Javor Televisión: DAZN |  |

### Final
| 21 de mayo de 2022 – 19:00 (CEST) | Real Madrid                                           | 57–58                    | Anadolu Efes Istanbul                            | Belgrado                                                                 |  |
|                                   | Parciales: 15-14, 19-15, 8-11, 15-18                  |                          |                                                  |                                                                          |  |
|                                   | Estadísticas Tavares 14 Tavares 11 Llull 6 Tavares 20 | Reporte Pts Reb Asts Val | Estadísticas 23 Micić 8 Bryant 4 Larkin 24 Pleiß | Pabellón: Štark Arena Árbitros: Luigi Lamonica Borys Ryzhyk Gytis Vilius |  |

| Campeones de la Euroliga 2021-22     |
| ------------------------------------ |
| Anadolu Efes Istanbul Segundo título |